# A' Katīgoria 2011-2012
La A' Katīgoria 2011-2012 (in greco Πρωτάθλημα Α' Κατηγορίας) è stata la 73ª edizione del massimo campionato di calcio cipriota. L'AEL Limassol ha vinto il titolo per la sesta volta.

## Formula
Le 14 squadre partecipanti hanno disputato il campionato secondo il classico sistema di andata e ritorno, per un totale di 26 giornate. Alla fine di questa fase le ultime due classificate automaticamente sono retrocesse, mentre le altre 12 squadre sono state suddivise in tre raggruppamenti da 4 squadre ciascuno. I gironi si sono svolti con partite di andata e ritorno, per un totale di 6 giornate. Il primo raggruppamento, con le prime quattro classificate della prima fase, ha stabilito la vincitrice del titolo e le qualificazioni alle coppe europee; il terzo raggruppamento, con le squadre piazzate dal nono al dodicesimo posto, ha stabilito la terza retrocessione, mentre il secondo raggruppamento, con le squadre classificate tra il quinto e l'ottavo posto, serviva solo per le statistiche.

## Squadre partecipanti
| Club                | Città      | Stadio                        | Stagione precedente           |
| ------------------- | ---------- | ----------------------------- | ----------------------------- |
| AEK Larnaca         | Larnaca    | Stadio Neo GSZ                | 4º posto                      |
| AEL Limassol        | Limassol   | Stadio Tsirion                | 8º posto                      |
| Alkī Larnaca        | Larnaca    | Stadio Neo GSZ                | 9º posto                      |
| Anagennīsī Deryneia | Dherynia   | Anagennisi Football Ground    | 3º posto in Seconda Divisione |
| Anorthōsis          | Larnaca    | Stadio Antōnīs Papadopoulos   | 3º posto                      |
| APOEL               | Nicosia    | Stadio GSP                    | Campione                      |
| Apollōn Limassol    | Limassol   | Stadio Tsirion                | 5º posto                      |
| Arīs Limassol       | Limassol   | Stadio Tsirion                | 1º posto in Seconda Divisione |
| Nea Salamis         | Larnaca    | Stadio Ammochostos            | 2º posto in Seconda Divisione |
| EN Paralimni        | Paralimni  | Stadio Tasos Marcou Paralimni | 6º posto                      |
| Ermīs Aradippou     | Aradhippou | Stadio Ammochostos            | 11º posto                     |
| Ethnikos Achnas     | Achna      | Stadio Dasaki                 | 10º posto                     |
| Olympiakos Nicosia  | Nicosia    | Stadio GSP                    | 7º posto                      |
| Omonia              | Nicosia    | Stadio GSP                    | 2º posto                      |

## Prima fase

### Classifica
|  | Pos. | Squadra             | Pt | G  | V  | N | P  | GF | GS | DR  |
|  | ---- | ------------------- | -- | -- | -- | - | -- | -- | -- | --- |
|  | 1.   | AEL Limassol        | 60 | 26 | 18 | 6 | 2  | 33 | 7  | +26 |
|  | 2.   | Omonia              | 57 | 26 | 17 | 6 | 3  | 47 | 16 | +31 |
|  | 3.   | APOEL               | 56 | 26 | 17 | 5 | 4  | 39 | 13 | +26 |
|  | 4.   | Anorthōsis          | 52 | 26 | 15 | 7 | 4  | 30 | 12 | +18 |
|  | 5.   | AEK Larnaca         | 42 | 26 | 11 | 9 | 6  | 33 | 21 | +12 |
|  | 6.   | Nea Salamis         | 36 | 26 | 10 | 6 | 10 | 33 | 41 | -8  |
|  | 7.   | Apollōn Limassol    | 34 | 26 | 10 | 4 | 12 | 31 | 39 | -8  |
|  | 8.   | Alkī Larnaca        | 34 | 26 | 10 | 4 | 12 | 32 | 40 | -8  |
|  | 9.   | Olympiakos Nicosia  | 30 | 26 | 7  | 9 | 10 | 29 | 34 | -5  |
|  | 10.  | EN Paralimni        | 29 | 26 | 8  | 5 | 13 | 17 | 24 | -7  |
|  | 11.  | Ethnikos Achnas     | 29 | 26 | 7  | 8 | 11 | 21 | 23 | -2  |
|  | 12.  | Arīs Limassol       | 27 | 26 | 7  | 6 | 13 | 27 | 35 | -8  |
|  | 13.  | Anagennīsī Deryneia | 11 | 26 | 2  | 5 | 19 | 16 | 45 | -29 |
|  | 14.  | Ermīs Aradippou     | 7  | 26 | 1  | 4 | 21 | 12 | 50 | -38 |

Legenda:

      Ammesse al Gruppo 1

      Ammesse al Gruppo 2

      Ammesse al Gruppo 3

      Retrocesse in Seconda divisione 2012-2013

### Risultati
|              | AEK  | AEL  | Alk  | Ana  | Ano  | APO  | Apl  | Ari  | Eno  | Erm  | Eth  | NSa  | Oly  | Omo  |
| ------------ | ---- | ---- | ---- | ---- | ---- | ---- | ---- | ---- | ---- | ---- | ---- | ---- | ---- | ---- |
| AEK          | –––– | 0-0  | 2-0  | 2-0  | 1-1  | 0-0  | 1-1  | 1-0  | 0-2  | 2-0  | 2-1  | 6-0  | 0-0  | 2-1  |
| AEL          | 2-0  | –––– | 1-0  | 1-0  | 0-0  | 0-0  | 3-0  | 1-0  | 1-0  | 2-0  | 0-0  | 2-0  | 3-2  | 0-3  |
| Alki         | 2-2  | 1-2  | –––– | 4-0  | 1-3  | 2-1  | 2-1  | 1-0  | 1-0  | 3-0  | 0-1  | 0-1  | 4-2  | 0-3  |
| Anagennisi   | 0-3  | 0-1  | 1-2  | –––– | 0-2  | 1-2  | 4-1  | 1-1  | 2-1  | 0-2  | 0-0  | 1-2  | 0-1  | 1-1  |
| Anorthosis   | 0-1  | 0-1  | 0-0  | 1-0  | –––– | 2-0  | 2-0  | 2-2  | 1-0  | 1-0  | 2-0  | 1-1  | 2-1  | 0-1  |
| APOEL        | 3-0  | 0-1  | 3-1  | 2-0  | 0-0  | –––– | 2-1  | 1-0  | 1-0  | 2-0  | 2-1  | 1-0  | 0-0  | 0-0  |
| Apollon      | 0-3  | 0-3  | 5-1  | 1-0  | 1-1  | 0-2  | –––– | 1-2  | 2-0  | 2-0  | 2-0  | 3-2  | 2-0  | 2-5  |
| Aris         | 1-1  | 0-1  | 1-1  | 2-0  | 1-0  | 0-1  | 2-0  | –––– | 1-0  | 3-0  | 1-4  | 2-3  | 2-3  | 1-1  |
| EN Paralimni | 1-0  | 0-4  | 0-0  | 2-0  | 0-1  | 0-2  | 1-1  | 2-0  | –––– | 1-0  | 0-0  | 0-2  | 1-2  | 1-1  |
| Ermis        | 0-1  | 0-0  | 1-1  | 3-2  | 0-1  | 1-4  | 0-2  | 1-5  | 0-1  | –––– | 0-0  | 2-2  | 1-3  | 0-2  |
| Ethnikos     | 1-0  | 0-1  | 2-0  | 1-1  | 0-1  | 0-3  | 0-1  | 4-0  | 1-1  | 2-1  | –––– | 1-0  | 0-1  | 0-1  |
| Nea Salamis  | 1-1  | 0-3  | 0-1  | 5-2  | 0-3  | 1-0  | 1-2  | 2-0  | 1-1  | 1-0  | 1-0  | –––– | 1-1  | 1-4  |
| Olympiakos   | 1-1  | 0-0  | 2-3  | 0-0  | 1-2  | 1-4  | 0-0  | 0-0  | 2-0  | 3-1  | 1-1  | 2-3  | –––– | 0-2  |
| Omonia       | 2-0  | 1-0  | 4-1  | 2-0  | 0-1  | 1-3  | 2-0  | 3-0  | 1-0  | 2-0  | 1-1  | 2-2  | 1-0  | –––– |

## Seconda fase

### Gruppo 1

#### Classifica
|                  | Pos. | Squadra      | Pt | G  | V  | N | P | GF | GS | DR  |
| ---------------- | ---- | ------------ | -- | -- | -- | - | - | -- | -- | --- |
| Cipro (bandiera) | 1.   | AEL Limassol | 68 | 32 | 20 | 8 | 4 | 37 | 10 | +27 |
|                  | 2.   | APOEL        | 66 | 32 | 20 | 6 | 6 | 46 | 19 | +27 |
|                  | 3.   | Omonia       | 66 | 32 | 20 | 6 | 6 | 56 | 23 | +33 |
|                  | 4.   | Anorthōsis   | 59 | 32 | 17 | 8 | 7 | 36 | 22 | +14 |

Legenda:

      Campione di Cipro e ammessa alla UEFA Champions League 2012-2013

      Ammesse alla UEFA Europa League 2012-2013

#### Risultati
|            | AEL  | Ano  | APO  | Omo  |
| ---------- | ---- | ---- | ---- | ---- |
| AEL        | –––– | 1-0  | 0-0  | 2-0  |
| Anorthosis | 1-1  | –––– | 1-2  | 0-4  |
| APOEL      | 1-0  | 1-2  | –––– | 1-2  |
| Omonia     | 1-0  | 1-2  | 1-2  | –––– |

### Gruppo 2

#### Classifica
|  | Pos. | Squadra          | Pt | G  | V  | N  | P  | GF | GS | DR  |
|  | ---- | ---------------- | -- | -- | -- | -- | -- | -- | -- | --- |
|  | 5.   | AEK Larnaca      | 49 | 32 | 13 | 10 | 9  | 40 | 27 | +13 |
|  | 6.   | Apollōn Limassol | 43 | 32 | 12 | 7  | 13 | 36 | 43 | -7  |
|  | 7.   | Nea Salamis      | 43 | 32 | 11 | 10 | 11 | 39 | 47 | -8  |
|  | 8.   | Alkī Larnaca     | 42 | 32 | 12 | 6  | 14 | 35 | 45 | -10 |

#### Risultati
|             | AEK  | Alk  | Apl  | NSa  |
| ----------- | ---- | ---- | ---- | ---- |
| AEK         | –––– | 3-1  | 0-1  | 1-2  |
| Alki        | 0-2  | –––– | 1-0  | 1-0  |
| Apollon     | 1-0  | 0-0  | –––– | 1-1  |
| Nea Salamis | 1-1  | 0-0  | 2-2  | –––– |

### Gruppo 3

#### Classifica
|  | Pos. | Squadra            | Pt | G  | V  | N  | P  | GF | GS | DR  |
|  | ---- | ------------------ | -- | -- | -- | -- | -- | -- | -- | --- |
|  | 9.   | Ethnikos Achnas    | 40 | 32 | 10 | 10 | 12 | 31 | 30 | +1  |
|  | 10.  | Olympiakos Nicosia | 39 | 32 | 10 | 9  | 13 | 36 | 44 | -8  |
|  | 11.  | EN Paralimni       | 38 | 32 | 11 | 5  | 16 | 26 | 29 | -3  |
|  | 12.  | Arīs Limassol      | 32 | 32 | 8  | 8  | 16 | 32 | 44 | -12 |

Legenda:

      Retrocessa in Seconda divisione 2012-2013

#### Risultati
|              | Ari  | Eno  | Eth  | Oly  |
| ------------ | ---- | ---- | ---- | ---- |
| Aris         | –––– | 1-2  | 2-2  | 1-0  |
| EN Paralimni | 1-0  | –––– | 1-2  | 5-0  |
| Ethnikos     | 1-1  | 2-0  | –––– | 2-1  |
| Olympiakos   | 3-1  | 1-0  | 2-1  | –––– |

## Classifica marcatori
| Gol |  |  | Giocatore      | Squadra            |
| --- |  |  | -------------- | ------------------ |
| 17  |  |  | Freddy         | Omonia             |
| 12  |  |  | Gonzalo García | AEK Larnaca        |
| 10  |  |  | Vouho          | AEL Limassol       |
| 10  |  |  | Arnal          | Alkī Larnaca       |
| 10  |  |  | Esteban Solari | APOEL              |
| 10  |  |  | Gelson         | Arīs Limassol      |
| 9   |  |  | Chidi Onyemah  | Olympiakos Nicosia |

## Verdetti
- Campione:  AEL Limassol
- In UEFA Champions League 2012-2013:  AEL Limassol (al secondo turno di qualificazione)
- In UEFA Europa League 2012-2013:  APOEL,  Omonia,  Anorthōsis (al secondo turno di qualificazione)
- Retrocesse in Seconda divisione:  Anagennīsī Deryneia,  Ermīs Aradippou (dopo la prima fase),  Arīs Limassol (dopo playout)